# Янушевич Зоя Василівна
Зоя Василівна Янушевич (5 (18) квітня 1916, село Нова Гребля, Україна — 19 вересня 2005, місто Редінг, Велика Британія) — радянський ботанік, доктор біологічних наук, один з піонерів радянської палеоботаніки.

## Біографія
У 1937 році закінчила Житомирський сільськогосподарський інститут. Навчалася в аспірантурі в ленінградському Всесоюзному інституті рослинництва (ВІР). На початку блокади Ленінграда З. В. Янушевич брала участь у захисті міста і була нагороджена медаллю «За оборону Ленінграда».
У червні 1946 року З. В. Янушевич захистила кандидатську дисертацію за кок-сагызу, каучуконосу, який у той час розглядався як важлива стратегічна сировина. Вона пропрацювала в Вирі до 1954 року. Потім на запрошення Академії Наук Молдавської РСР у числі інших співробітників ВИРа З. В. Янушевич переїхала до Кишинева, щоб брати участь в організації Ботанічного саду Молдавської Академії наук. З 1954 по 1971 роки старший науковий співробітник, а з 1971 по 1977 роки завідувач відділу інтродукції культурних рослин Ботанічного саду АН Молдови.

## Наукова діяльність
У 1970-ті роки З. В. Янушевич зблизилася з групою молдовських археологів і захопилася палеоетноботанікою, яка в той час тільки зароджувалася. З. В. Янушевич збирала та аналізувала відомості про розвиток культурних рослин, їх історичної географії, працюючи в Ермітажі і Етнографічному музеї Ленінграда, в археологічних музеях Одеси, Києва, Москви, Криму. 
Результати своїх досліджень З. В. Янушевич виклала в монографії «Культурні рослини південного заходу СРСР по палеоботанічним дослідженням». В ній З. В. Янушевич підтвердила правильність вавиловської теорії центрів походження культурних рослин, внісши разом з тим чимало суттєвих уточнень про межі стародавніх землеробських областей, їх взаємозв'язку та історичній послідовності. З. В. Янушевич визначила місце і час виникнення найважливіших культурних рослин і шляхи їх міграції. Ця праця лягла в основу докторської дисертації З. В. Янушевич, яку вона захистила в 1979 році.
З. В. Янушевич брала участь у міжнародних конференціях з палеоетноботаніки в НДР, Болгарії, Чехословаччині і Польщі. Вона отримувала запрошення на подібні конференції і з західних країн, але радянська влада її не випускали. З. В. Янушевич завершила свою наукову діяльність в 1988 році, а в 1992 році переїхала на постійне місце проживання до сина в Англії.

## Твори
За своє життя З. В. Янушевич написала самостійно або в співавторстві близько 60 робіт.
- «Зимуючий овес і горох в Молдавії». Кишинів, 1969 (у співавторстві).
- «Дикоростучий виноград Молдавії». Кишинів, 1971 (у співавторстві)
- «Нові форми томатів». Кишинів, 1972.
- «Культурні рослини південного заходу СРСР за палеоботанічними дослідженнями». Кишинів, 1976

Крім того, Зоя Василівна Янушевич залишила після себе дві книги спогадів, названі «Випадкові записки», у яких, серед іншого, розповідається про те, як ключові моменти радянської історії відбилися в її життя: голод 1933 року, 1937 рік, блокада Ленінграда і інше.